# Eudonia interlinealis
Eudonia interlinealis là một loài bướm đêm trong họ Crambidae.